# Agustín María Acevedo Rodríguez
Agustín María Acevedo Rodríguez, también conocido por su seudónimo Tirso Aguimana de Veca, (Ribadeo, 4 de junio de 1806-Las Caldas del Besaya, 2 de junio de 1874) fue un médico, investigador y escritor de ciencia ficción.
Estudió Medicina en la Universidad de Santiago de Compostela y se doctoró en la entonces Universidad de Madrid. Ejerció como médico en varios pueblos y ciudades de Galicia y Asturias. En 1853, fue nombrado catedrático de Historia Natural en la Facultad de Ciencias de la Universidad de Oviedo. En 1854, fue nombrado también director de la Junta Médica de Asturias, cargo en el que tuvo que hacer frente a varias epidemias de tifus y cólera. Posteriormente realizó las oposiciones a médicos de baños minerales, ganando la plaza en 1859 de director de los Baños de Arteijo y Carballo. Se trasladó después a Las Caldas del Besaya, también como director del balneario. Falleció en esa ciudad el 2 de junio de 1874.
Publicó varios estudios científicos sobre la anatomía y fisiología del sistema nervioso, enfermedades dermatológicas, las epidemias que trató y su trabajo en los balnearios en revistas médicas de la época como Boletín de Medicina y Cirugía, Cirugía y Farmacia y en El Siglo Médico.
Además de su trabajo como médico, Agustín Acevedo es considerado un precursor de la ciencia ficción por su novela titulada Una temporada en el más bello de los planetas, publicada en la Revista de España en 1870 bajo el anagrama Tirso Aguimana de Veca. Existen evidencias de que fue escrita años antes, probablemente entre 1847 y 1848. La novela describe las aventuras de dos habitantes de la Tierra: el científico alemán Leynoff y el joven español Mendoza, que viajan en globo a Saturno, usando «corrientes de comunicación interplanetarias». En Saturno, los protagonistas conocen la sociedad de ese planeta, guiados por un erudito saturnino. La novela presta una gran atención a los detalles científicos (como el uso generalizado de luz eléctrica, avances médicos, avances astronómicos, etc.), pero también reflexiona sobre el racionalismo, la educación, la política o la religión. La descripción de esa sociedad saturnina permite al autor ofrecer una crítica implícita de algunas de las costumbres científicas, sociales y políticas de su época.
La novela tiene un marcado componente del futuro movimiento naturalista, más que el romanticismo de sus contemporáneos. Sin embargo, puede encuadrarse en un subgénero de la literatura española del último tercio del siglo XIX: la «novela científica», que forma parte de manera directa de la novela naturalista, sino que utilizaba la narrativa para presentar la ciencia contemporánea al no científico, de manera similar a las novelas de aventura de Julio Verne. H. G. Wells o Arthur Conan Doyle. Una temporada en el más bello de los planetas formaría parte de esa corriente literaria junto a otras novelas como Un marino del siglo XIX o Paseo científico por el océano (1872), de Pedro de Novo y Colson, El Doctor Juan Pérez (1880), de Segismundo Bermejo, y Un viaje a Cerebrópolis (1884), La familia de los Onkos (1888) y Misterios de la locura (1890), de Juan Giné y Partagás, Elois y Morlocks (1909) de Carlos Mendizábal Brunet, etc.